# Nei panni di una principessa: Ci risiamo!
Nei panni di una principessa: Ci risiamo! (The Princess Switch: Switched Again) è un film del 2020 diretto da Mike Rohl.
Commedia romantica a tema natalizio, sequel del film del 2018 Nei panni di una principessa.
Il film è uscito il 19 novembre 2020 in esclusiva Netflix.

## Trama
Dopo gli eventi del film precedente, la Duchessa Margaret Delacourt si prepara alla salita al trono del regno di Montenaro dopo la morte del re e l'abdicazione del cugino che doveva succedergli. Questo ha inevitabilmente portato Margaret a decidere di lasciare Kevin per tornare a Montenaro e prepararsi all'incoronazione, affiancata dal fidato Conte Antonio Rossi (il quale sembra nutrire un certo interesse per la futura regina). 
La principessa Stacy, determinata a farli rimettere insieme, decide di intervenire: con la complicità di Olivia, riesce a convincere Kevin ad accettare l'invito alla cerimonia di incoronazione, quindi partono tutti insieme alla volta del palazzo reale di Montenaro, dove fanno altresì la conoscenza di Lady Fiona Pembroke, cugina di Margaret che è perfettamente identica a lei e Stacy. Quando si rende conto dell'interesse del Conte per Margaret, Stacy le propone di scambiarsi nuovamente le identità per permetterle di chiarire le cose con Kevin prima dell'incoronazione.
Se da un lato Margaret si rende conto di amare ancora Kevin e decidono di rimettersi insieme, dall'altro lato Stacy si ritrova suo malgrado vittima di un piano escogitato da Fiona: avendo infatti bisogno di soldi dopo aver sperperato gran parte della sua eredità, Fiona pianifica di far rapire la cugina dai suoi scagnozzi Mindy e Reggie per assumerne l'identità fino al momento dell'incoronazione, per poter poi intascare una somma consistente del patrimonio reale. Resasi conto dell'equivoco, Fiona cerca di accelerare i tempi per l'incoronazione, anche con la complicità di Antonio, che decide di assecondarla per ottenere una parte del denaro. Come se non bastasse, Fiona rompe con Kevin che, incredulo, decide di tornare a Chicago con Olivia.
Fortunatamente, Margaret, Edward e Frank riescono a ritrovare Stacy e a fermare la cerimonia di incoronazione: Antonio, Mindy e Reggie vengono arrestati, mentre Fiona viene obbligata a svolgere lavori socialmente utili. Successivamente, Margaret riesce a fermare in tempo Kevin in aeroporto e, dopo aver dichiarato i propri sentimenti, si fanno sposare da un prete in quello stesso momento. In seguito Margaret viene incoronata regina di Montenaro e può vivere felice accanto a Kevin e Olivia.

## Distribuzione
Il film esce in esclusiva per gli abbonati Netflix il 19 novembre 2020.

## Sequel
Nel 2021 viene distribuito il terzo ed ultimo film della trilogia dal titolo Nei panni di una principessa: Inseguendo la stella (The Princess Switch 3: Romancing the Star).